# Rachid Chihab
Rachid Chihab (Mohammedia, 9 september 1961) is een Frans-Marokkaanse voetbalcoach en voormalig voetballer. Van december 2013 tot december 2014 was hij coach van Mouscron-Péruwelz.

## Carrière
Rachid Chihab werd geboren in de Marokkaanse havenstad Mohammedia, maar belandde al snel in het Franse Armentières. Daar voetbalde hij een lange tijd voor JA Armentières alvorens begin jaren 90 de overstap te maken naar FC Annoeullin, waar hij net als bij zijn vorige club aanvoerder werd. Annoeullin, dat een goeie band had met Lille OSC, verkeerde in die periode in sportieve moeilijkheden. Toen Michel Vandamme er trainer werd, vroeg hij Chihab om zijn assistent te worden. Onder leiding van coach Vandamme en speler-trainer Chihab eindigde Annoeullin een jaar later op de tweede plaats in zijn reeks.
In 1993 maakte Chihab de overstap naar Lille, waar Michels zoon Jean-Michel Vandamme directeur van het opleidingscentrum was. Chihab, die bekendstond om zijn pedagogische kwaliteiten, sloot zich er aan bij het derde elftal en mocht er ook verscheidene jeugdelftallen trainen. In de loop der jaren werkte hij er samen met talentrijke voetballers als Eden Hazard, Gianni Bruno, Divock Origi, Lucas Digne, Mathieu Debuchy en Yohan Cabaye.
In 2008 werd Chihab trainer van het B-elftal van Lille. Vanaf 2012 werd de Franse club hoofdaandeelhouder van Mouscron-Péruwelz en werden er regelmatig spelers uitgeleend aan de Belgische fusieclub. In december stapte de trainer van Mouscron-Péruwelz, de Fransman Arnaud Dos Santos, op en werd Chihab benoemd als nieuwe hoofdcoach. Onder Chihabs leiding promoveerde de club in 2014 via de eindronde naar de Jupiler Pro League. Daar ging Mouscron-Péruwelz sterk van start, maar toen de resultaten in november en december verslechterden werd Chihab op 29 december 2014 ontslagen.